# Erythrina burana
Erythrina burana es una especie de planta fanerógama de la familia Fabaceae. Es endémica de Etiopía.

## Descripción
Es un árbol que alcanza los 12 m de altura; con ramas espinosas; la floración se produce cuando está sin hojas.
Se encuentra en las coberturas sobre la roca de granito, en los bosques y matorrales. Está bastante extendida en Harar, y cultivadas en Shewa, a una altitud de 1350-2100 metros.

## Distribución y hábitat
Erythrina burana es endémica de Etiopía, donde parece ser bastante común en la actualidad. La especie también se cultiva en toda su área de distribución natural y en Kenia como un árbol de sombra para plantaciones de café y no hay grandes amenazas que se presenten actualmente para afectar a la especie y su dinámica de población, por lo que está clasificada como de Preocupación Menor. Sin embargo, nuevas investigaciones de campo debe ser llevada a cabo para definir mejor la distribución y la funcionalidad de las poblaciones naturales (por ejemplo, la variación genética), para asegurarse de la situación y la salud de las especies y que no caen en una categoría de amenaza en un futuro próximo.

## Taxonomía
Erythrina burana fue descrita por Emilio Chiovenda y publicado en Atti della reale accademia d'Italia. Memorie delle classe di scienze fisiche, matematiche e naturali 11: 27. 1940.
Etimología
Erythrina: nombre genérico que proviene del griego ερυθρóς (erythros) = "rojo", en referencia al color rojo intenso de las flores de algunas especies representativas.
burana: epíteto